# Eurocodice
Gli Eurocodici (EC) indicano delle norme tecniche dell'Unione Europea per la progettazione strutturale, alle quali ogni Stato membro dell'Unione Europea è tenuto ad allinearsi. Definiscono il riferimento generale delle norme nazionali vigenti e l'utilizzo di criteri di calcolo comuni adottabili, e sono anche il riferimento per la dichiarazione di prestazione dei prodotti prefabbricati da costruzione. La loro redazione è curata dal Comitato europeo di normazione (CEN).
Per l'Italia, informazioni in merito alla pubblicazione e alle ultime versioni disponibili sono rintracciabili sul sito dell'Ente nazionale italiano di unificazione (UNI).

## Evoluzione storica
Nel 1975 La Commissione Europea decide di creare una serie di norme per la progettazione di opere civili. Successivamente, nel 1990, vengono pubblicate le prime bozze degli Eurocodici (con la sigle ENV dal tedesco Europäische Norm Vorübergehend o Europäische VorNorm che indica la versione provvisoria). Successivamente, con l’affidamento al CEN raggiungono lo status di Norme Europee (da cui la sigla EN) in versione definitiva
Secondo il documento CEN/TC 250 – N 798 sono in fase di sviluppo quattro ulteriori Eurocodici relativi a:
- valutazione e rinforzo delle strutture esistenti;
- progetto delle strutture in vetro;
- progetto delle strutture pultruse;
- progetto di tensostrutture.

I documenti di sviluppo dei futuri eurocodici sono noti, in particolare per le strutture esistenti per i quali è presa come base la norma internazionale ISO 13822:2001, che nel mentre è stata aggiornata nel 2010 con la parte relativa al patrimonio immobiliare da preservare (heritage structures - Annex I). La sostanziale differenza che vigerà tra l'Eurocodice e la ISO è relativa alla diretta applicazione: la norma ISO, infatti, è densa di principi ma avara di "formule" e/o metodologie direttamente applicabili.
Si ritiene utile segnalare che il CNR ha ultimamente pubblicato alcune Istruzioni per il progetto relative proprio agli ambiti di sviluppo degli Eurocodici.
E' in fase di sviluppo la parte 1-8, Actions from waves and currents on coastal structures, mutuata dalla ISO 21650 - Actions from waves and currents on coastal structures.
Attualmente gli Eurocodici stanno subendo un processo di modifica e aggiornamento che mira a rendere più semplice ed efficace l'applicazione delle norme. Per evitare un repentino passaggio dalla prima generazione normativa alla nuova, è previsto un periodo di convivenza delle due generazioni che si estenderà fino all'aprile del 2028. In tale periodo potranno essere applicate indistintamente entrambe le versioni in vigore.

## Descrizione e classificazione
Vengono prima elaborati ed identificati come ENV (in tedesco: Europäische Norm Vorübergehend o Europäische VorNorm), ossia in versione provvisoria, per poi divenire definitivi (EN) dopo un periodo di prova. 
La numerazione di ciascun Eurocodice riprende in generale l'ultima cifra del numero che indica la norma, così l'EN 199X diventa Eurocodice X. Tale schema non viene seguito per l'EN 1990, che pertanto non diventa "Eurocodice 0". Tale "schema generale" è di norma seguito anche nell'emanazione dei Technical Report, come ad esempio l' UNI CEN/TS 1993-1-101 - Eurocodice 3 - Parte 1-101.
Ogni eurocodice tratta un preciso argomento:
- L'Eurocodice 0 fornisce le indicazioni di base per affrontare la progettazione con il metodo semiprobabilistico agli stati limite, le combinazioni di verifica, i fattori di sicurezza (salvo diversamente specificato) per la combinazione delle azioni.
- L'Eurocodice 1 fornisce le indicazioni necessarie per determinare le azioni di calcolo sulle strutture, in vari frangenti, dai carichi dovuti alla folla e alla neve, al vento, ai carichi termici derivanti da un incendio, a quelli nelle fasi di montaggio e a quelli, più specifici, dei ponti.
- L'Eurocodice 2 è dedicato alle strutture in calcestruzzo non armato, armato e precompresso.
- L'Eurocodice 3 è dedicato alle strutture in acciaio.
- L'Eurocodice 4 è dedicato alle strutture miste acciaio-calcestruzzo.
- L'Eurocodice 5 è dedicato alle strutture in legno strutturale.
- L'Eurocodice 6 è dedicato alle strutture in muratura portante, armata e non, naturale e artificiale.
- L'Eurocodice 7 è dedicato agli aspetti geotecnici (fondazioni, muri di sostegno ecc.).
- L'Eurocodice 8 è dedicato agli aspetti sismici: si collega agli altri in relazione al materiale utilizzato (calcestruzzo, acciaio, legno, geotecnica).
- L'Eurocodice 9 è dedicato alle strutture in alluminio.

## Contenuto
Eurocodice – Basi della progettazione strutturale e geotecnica
- UNI EN 1990:2023

Eurocodice 1 – Azioni sulle strutture
- UNI EN 1991-1-1:2025 Parte 1-1: Peso specifico dei materiali, peso proprio delle opere di costruzione e carichi imposti sugli edifici
- UNI EN 1991-1-2:2004 Parte 1-2: Azioni in generale - Azioni sulle strutture esposte al fuoco (data ritiro 01/04/2028)
- UNI EN 1991-1-2:2024 Parte 1-2: Azioni sulle strutture esposte al fuoco
- UNI EN 1991-1-3:2015 Parte 1-3: Azioni in generale - Carichi da neve (data ritiro 01/04/2028)
- UNI EN 1991-1-3:2025 Parte 1-3: Carichi da neve
- UNI EN 1991-1-4:2010 Parte 1-4: Azioni in generale - Azioni del vento
- UNI EN 1991-1-5:2004 Parte 1-5: Azioni in generale - Azioni termiche (data ritiro 01/04/2028)
- UNI EN 1991-1-5:2025 Parte 1-5: Azioni termiche
- UNI EN 1991-1-6:2005 Parte 1-6: Azioni in generale - Azioni durante la costruzione
- UNI EN 1991-1-7:2014 Parte 1-7: Azioni in generale - Azioni eccezionali
- UNI EN 1991-1-9:2025 Parte 1-9: Ghiaccio atmosferico
- UNI EN 1991-2:2024 Parte 2: Carichi da traffico sui ponti e su altre opere di ingegneria civile
- UNI EN 1991-3:2006 Parte 3: Azioni indotte da gru e da macchinari
- UNI EN 1991-4:2006 Parte 4: Azioni su silos e serbatoi

Eurocodice 2 – Progettazione delle strutture in calcestruzzo
- UNI EN 1992-1-1:2024 Parte 1-1: Regole generali e regole per gli edifici, ponti e strutture di ingegneria civile
- UNI EN 1992-1-2:2024 Parte 1-2: Progettazione strutturale antincendio
- UNI EN 1992-2:2006 Parte 2: Ponti di calcestruzzo - Progettazione e dettagli costruttivi
- UNI EN 1992-3:2006 Parte 3: Strutture di contenimento liquidi
- UNI EN 1992-4:2018 Parte 4: Progettazione degli attacchi per utilizzo nel calcestruzzo

Eurocodice 3 – Progettazione delle strutture in acciaio
- UNI EN 1993-1-1:2022 Parte 1-1: Regole generali e regole per gli edifici
- UNI EN 1993-1-2:2005 Parte 1-2: Regole generali - Progettazione strutturale contro l'incendio (data ritiro 01/04/2028)
- UNI EN 1993-1-2:2024 Parte 1-2: Progettazione strutturale contro l'incendio
- UNI EN 1993-1-3:2007 Parte 1-3: Regole generali - Regole supplementari per l'impiego dei profilati e delle lamiere sottili piegati a freddo (data ritiro 01/04/2028)
- UNI EN 1993-1-3:2024 Parte 1-3:Profili e lamiere sottili formati a freddo
- UNI EN 1993-1-4:2021 Parte 1-4: Regole generali - Regole supplementari per acciai inossidabili (data ritiro 01/04/2028)
- UNI EN 1993-1-4:2025 Parte 1-4: Strutture di acciaio inossidabile
- UNI EN 1993-1-5:2019 Parte 1-5: Elementi strutturali a lastra (data ritiro 01/04/2028)
- UNI EN 1993-1-5:2024 Parte 1-5: Lastre ortotrope
- UNI EN 1993-1-6:2017 Parte 1-6: Resistenza e stabilità delle strutture a guscio
- UNI EN 1993-1-7:2007 Parte 1-7: Strutture a lastra ortotropa caricate al di fuori del piano (data ritiro 01/04/2028)
- UNI EN 1993-1-7:2025 Parte 1-7: Gruppi di piastre con elementi sottoposti a carichi trasversali
- UNI EN 1993-1-8:2005 Parte 1-8: Progettazione dei collegamenti (data ritiro 01/04/2028)
- UNI EN 1993-1-8:2024 Parte 1-8: Progettazione dei collegamenti
- UNI EN 1993-1-9:2005 Parte 1-9: Fatica (data ritiro 01/04/2028)
- UNI EN 1993-1-9:2025 Parte 1-9: Fatica
- UNI EN 1993-1-10:2025 Parte 1-10: Resilienza del materiale e proprietà attraverso lo spessore
- UNI EN 1993-1-11:2007 Parte 1-11: Progettazione di strutture con elementi tesi
- UNI EN 1993-1-12:2007 Parte 1-12: Regole aggiuntive per l'estensione della EN 1993 fino agli acciai di grado S 700
- UNI EN 1993-1-13:2024 Parte 1-13: Travi con gradi aperture in anima
- UNI EN 1993-2:2007 Parte 2: Ponti di acciaio
- UNI EN 1993-3-1:2007 Parte 3-1: Torri, pali e ciminiere - Torri e pali
- UNI EN 1993-3-2:2007 Parte 3-2: Torri, pali e ciminiere - Ciminiere
- UNI EN 1993-4-1:2017 Parte 4-1: Silos
- UNI EN 1993-4-2:2017 Parte 4-2: Serbatoi
- UNI EN 1993-4-3:2007 Parte 4-3: Condotte (norma ritirata)
- UNI EN 1993-5:2007 Parte 5: Pali e palancole
- UNI EN 1993-6:2007 Parte 6: Strutture per apparecchi di sollevamento
- (UNI CEN/TS 1993-1-101 Parte 1-101: metodo alternativo per la verifica di aste presso-inflesse)

Eurocodice 4 – Progettazione delle strutture composte acciaio-calcestruzzo
- UNI EN 1994-1-1:2005 Parte 1-1: Regole generali e regole per gli edifici
- UNI EN 1994-1-2:2014 Parte 1-2: Regole generali - Progettazione strutturale contro l'incendio
- UNI EN 1994-2:2006 Parte 2: Regole generali e regole per i ponti
- (UNI CEN/TS 1994-1-101:2025 Parte 1-101: Strutture composte acciaio-calcestruzzo a doppia e singola "pelle")

Eurocodice 5 – Progettazione delle strutture in legno
- UNI EN 1995-1-1:2014 Parte 1-1: Regole generali - Regole comuni e regole per gli edifici
- UNI EN 1995-1-2:2005 Parte 1-2: Regole generali - Progettazione strutturale contro l'incendio
- UNI EN 1995-2:2005 Parte 2: Ponti
- (UNI CEN/TS 19103:2021: Progettazione di strutture composte legno-calcestruzzo - Regole comuni e regole per gli edifici)

Eurocodice 6 – Progettazione delle strutture in muratura
- UNI EN 1996-1-1:2022 Parte 1-1: Regole generali per strutture di muratura armata e non armata
- UNI EN 1996-1-2:2005 Parte 1-2: Regole generali - Progettazione strutturale contro l'incendio  (data ritiro 01/04/2028)
- UNI EN 1996-1-2:2024 Parte 1-2: Progettazione strutturale contro l'incendio
- UNI EN 1996-2:2006 Parte 2: Considerazioni progettuali, selezione dei materiali ed esecuzione delle murature (data ritiro 01/04/2028)
- UNI EN 1996-2:2024 Parte 2: Considerazioni progettuali, selezione dei materiali ed esecuzione delle murature
- UNI EN 1996-3:2006 Parte 3: Metodi di calcolo semplificato per strutture di muratura non armata (data ritiro 01/04/2028)
- UNI EN 1996-3:2024 Parte 3: Metodi di calcolo semplificato per strutture di muratura non armata

Eurocodice 7 – Progettazione geotecnica
- UNI EN 1997-1:2013 Parte 1: Regole generali (data ritiro 01/04/2028)
- UNI EN 1997-1:2024 Parte 1: Regole generali
- UNI EN 1997-2:2007 Parte 2: Indagini e prove nel sottosuolo (data ritiro 01/04/2028)
- UNI EN 1997-2:2024 Parte 2: Proprietà dei terreni e ammassi rocciosi
- UNI EN 1997-3:2025 Parte 3: Strutture Geotecniche

Eurocodice 8 – Progettazione delle strutture per la resistenza sismica
- UNI EN 1998-1:2013 Parte 1: Regole generali, azioni sismiche e regole per gli edifici (data ritiro 01/04/2028)
- UNI EN 1998-1:2024 Parte 1-1: Regole generali e azione sismica
- UNI EN 1998-2:2011 Parte 2: Ponti (data ritiro 01/04/2028)
- UNI EN 1998-2:2025 Parte 2: Ponti
- UNI EN 1998-3:2005 Parte 3: Valutazione e adeguamento degli edifici
- UNI EN 1998-4:2006 Parte 4: Silos, serbatoi e condotte
- UNI EN 1998-5:2005 Parte 5: Fondazioni, strutture di contenimento ed aspetti geotecnici (data ritiro 01/04/2028)
- UNI EN 1998-5:2024 Parte 5: Aspetti geotecnici, fondazioni, opere di sostegno e sotterranee
- UNI EN 1998-6:2005 Parte 6: Torri, pali e camini

Eurocodice 9 – Progettazione delle strutture in alluminio
- UNI EN 1999-1-1:2023 Parte 1-1: Regole strutturali generali
- UNI EN 1999-1-2:2023 Parte 1-2: Progettazione strutturale contro l'incendio
- UNI EN 1999-1-3:2023 Parte 1-3: Strutture sottoposte a fatica
- UNI EN 1999-1-4:2023Parte 1-4 : Lamiere sottili piegate a freddo
- UNI EN 1999-1-5:2023 Parte 1-5: Strutture a guscio